# امیر عابدزاده
امیر عابدزاده (زادهٔ ۶ اردیبهشت ۱۳۷۲ در تهران) دروازه‌بان فوتبال اهل ایران است که برای باشگاه ورزشی کاستیون در لا لیگا ۲ بازی می‌کند.

## زندگی شخصی
او فرزند دروازه‌بان سابق تیم ملی فوتبال ایران، احمدرضا عابدزاده است 

## دوران باشگاهی

### آکادمی
او در سال‌های ۲۰۰۶ و ۲۰۰۷ عضوی از آکادمی فوتبال پرسپولیس بود و از ۷ سالگی زیر نظر پدرش تمرین کرده است. او از سن ۱۵ سالگی به انگلستان منتقل شد. وی در سال ۲۰۰۸ مدتی عضو تیم برنتفورد بود، سپس در سال ۲۰۰۹ به آکادمی باشگاه تاتنهام پیوست و پس از آن به تیم لندن تایگر رفت.

### لس‌آنجلس بلوز
امیر عابدزاده در سال ۲۰۱۱ به کشور آمریکا و تیم لس‌آنجلس بلوز رفت و مدتی نیز در تیم لس آنجلس بلوز بازی کرد.

### پرسپولیس
امیر عابدزاده در سال ۲۰۱۲ به باشگاه فوتبال پرسپولیس پیوست. او در فصل اول حضورش در تیم پرسپولیس یعنی در زمان سرمربیگری مانوئل ژوزه و یحیی گل محمدی فرصت بازی کردن در بازی‌های رسمی را به علت وجود سنگربان کارکشته برزیلی یعنی نیلسون کوریا جونیور پیدا نکرد. او در فصل دوم هم چند هفته ابتدایی را با تیم بزرگسالان تمرین کرد اما با نظر علی دایی سرمربی وقت تیم و موافقت خودش به تیم امید پرسپولیس ملحق شد. او در بازی با زیر ۲۱ سال با نیروی زمینی یک گل برای پرسپولیس به ثمر رساند.

### راه‌آهن
عابدزاده سپس به تیم راه‌آهن پیوست و در ۹ بازی به عنوان دروازه‌بان ثابت برای این تیم به میدان رفت، اما ترجیح داد که در خارج از کشور به فوتبال خود ادامه دهد.

### ماریتیمو
امیر عابدزاده پس از یک فصل حضور در تیم باریرنسه (دسته یک پرتغال) به تیم ماریتیمو پیوست تا در لیگ برتر پرتغال بازی کند. او پس از علیرضا حقیقی که در سال ۲۰۱۶ برای این باشگاه بازی کرد، دومین دروازه‌بان ایرانی شد که برای این باشگاه قرارداد امضا کرد. او اولین بازی خود را در سپتامبر ۲۰۱۷ در یک بازی جام اتحادیه پرتغال انجام داد. عملکرد خوب او در ماریتیمو باعث شد کارلوس کی روش او را به تیم ملی دعوت کند. او در جام جهانی ۲۰۱۸ روسیه بین نفرات لیست کارلوس کی روش بود، اما در حضور بیرانوند، فرصت بازی پیدا نکرد. وی در سال ۲۱–۲۰۲۰ بهترین دروازه‌بان فصل لیگ حرفه‌ای پرتغال شد.
امیر عابدزاده پس از سپری کردن دو فصل حضور در لالیگا ۲ اسپانیا مجدد در سال ۲۰۲۳ به ماریتیمو پیوست. همچنین عابدزاده در ۷ مارس ۲۰۲۴ پس از ۵ سال حضور در این تیم به رکورد ۱۰۰ بازی با پیراهن ماریتیمو رسید.

### پونفرادینا
عابدزاده در ۷ ژوئیه ۲۰۲۱ به پونفرادینا پیوست و او را به اولین ایرانی تبدیل کرد که برای این باشگاه بازی کرد. او در اولین فصل حضور خود در پونفرادینا توانست عملکرد مطلوبی را از خود نشان دهد. امیر عابدزاده در تاریخ ۵ تیر ۱۴۰۳ با عقد قراردادی مجازی به خیبر خرم‌آباد پیوست

## دوران ملی
عابدزاده در تیم ملی فوتبال امید ایران نیز بازی کرده است.

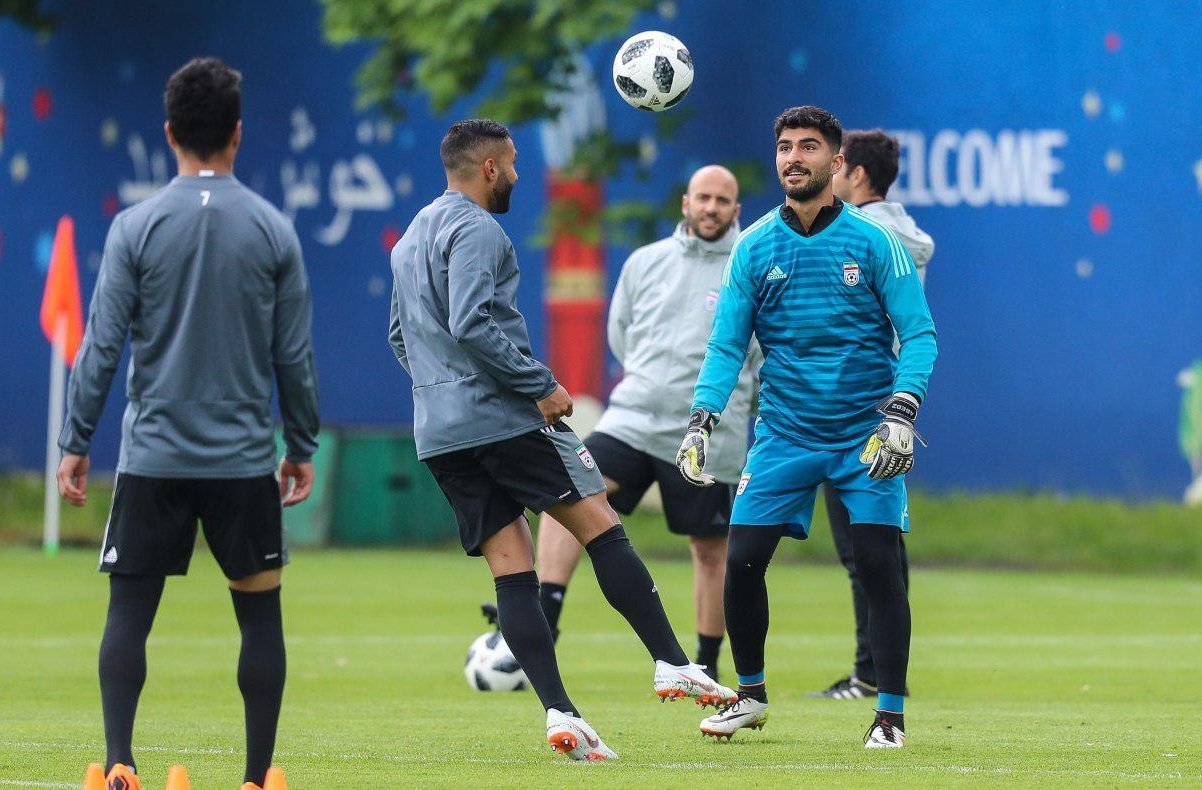
عابدزاده در تمرینات ایران در جام جهانی ۲۰۱۸

امیر عابدزاده در آبان ماه سال ۱۳۹۶ از سوی کارلوس کی روش برای نخستین‌بار به تیم ملی ایران دعوت شد. او اولین بازی ملی خود را برای تیم ملی فوتبال ایران مقابل تیم ملی ازبکستان در ۲۹ اردیبهشت ۱۳۹۷ تجربه کرد که با نتیجه ۱ بر ۰ به نفع ایران به پایان رسید. او در ژوئن ۲۰۱۸ در فهرست نهایی ایران برای جام جهانی ۲۰۱۸ روسیه قرار گرفت.

## آمار

### باشگاهی
| باشگاه           | دسته             | فصل              | لیگ  | لیگ | جام حذفی | جام حذفی | دیگر | دیگر | آسیا-اروپا | آسیا-اروپا | مجموع | مجموع |
| باشگاه           | دسته             | فصل              | بازی | CS  | بازی     | CS       | بازی | CS   | بازی       | CS         | بازی  | CS    |
| ---------------- | ---------------- | ---------------- | ---- | --- | -------- | -------- | ---- | ---- | ---------- | ---------- | ----- | ----- |
| پرسپولیس         | لیگ برتر         | ۱۳–۲۰۱۲          | ۰    | ۰   | ۰        | ۰        | ۰    | ۰    | ۰          | ۰          | ۰     | ۰     |
| پرسپولیس         | لیگ برتر         | ۱۴–۲۰۱۳          | ۰    | ۰   | ۰        | ۰        | ۰    | ۰    | ۰          | ۰          | ۰     | ۰     |
| مجموع پرسپولیس   | مجموع پرسپولیس   | مجموع پرسپولیس   | ۰    | ۰   | ۰        | ۰        | ۰    | ۰    | ۰          | ۰          | ۰     | ۰     |
| راه‌آهن           | لیگ برتر         | ۱۵–۲۰۱۴          | ۹    | ۳   | ۰        | ۰        | ۰    | ۰    | ۰          | ۰          | ۹     | ۳     |
| مجموع راه‌آهن     | مجموع راه‌آهن     | مجموع راه‌آهن     | ۹    | ۳   | ۰        | ۰        | ۰    | ۰    | ۰          | ۰          | ۹     | ۳     |
| باریرنسه         | لیگا پرتغال ۲    | ۱۷–۲۰۱۶          | ۰    | ۰   | ۱        | ۰        | ۰    | ۰    | ۰          | ۰          | ۱     | ۰     |
| مجموع باریرنسه   | مجموع باریرنسه   | مجموع باریرنسه   | ۰    | ۰   | ۱        | ۰        | ۰    | ۰    | ۰          | ۰          | ۱     | ۰     |
| ماریتیمو         | لیگ پرتغال       | ۱۸–۲۰۱۷          | ۸    | ۱   | ۳        | ۲        | ۴    | ۳    | ۰          | ۰          | ۱۵    | ۶     |
| ماریتیمو         | لیگ پرتغال       | ۱۹–۲۰۱۸          | ۱۳   | ۳   | ۰        | ۰        | ۱    | ۱    | ۰          | ۰          | ۱۴    | ۴     |
| ماریتیمو         | لیگ پرتغال       | ۲۰–۲۰۱۹          | ۲۵   | ۱۰  | ۱        | ۰        | ۰    | ۰    | ۰          | ۰          | ۲۶    | ۱۰    |
| ماریتیمو         | لیگ پرتغال       | ۲۱–۲۰۲۰          | ۲۹   | ۱۰  | ۰        | ۰        | ۰    | ۰    | ۰          | ۰          | ۲۹    | ۱۰    |
| مجموع ماریتیمو   | مجموع ماریتیمو   | مجموع ماریتیمو   | ۷۵   | ۲۴  | ۴        | ۲        | ۵    | ۴    | ۰          | ۰          | ۸۴    | ۳۰    |
| پونفرادینا       | لالیگا ۲         | ۲۲–۲۰۲۱          | ۳۵   | ۹   | ۰        | ۰        | ۰    | ۰    | ۰          | ۰          | ۳۵    | ۹     |
| پونفرادینا       | لالیگا ۲         | ۲۳–۲۰۲۲          | ۳۰   | ۹   | ۰        | ۰        | ۰    | ۰    | ۰          | ۰          | ۳۰    | ۹     |
| مجموع پونفرادینا | مجموع پونفرادینا | مجموع پونفرادینا | ۶۵   | ۱۸  | ۰        | ۰        | ۰    | ۰    | ۰          | ۰          | ۶۵    | ۱۸    |
| ماریتیمو         | لیگا پرتغال ۲    | ۲۴–۲۰۲۳          | ۱۷   | ۹   | ۳        | ۰        | ۰    | ۰    | ۰          | ۰          | ۲۰    | ۹     |
| کاستیون          | لالیگا ۲         | ۲۰۲۴–۲۰۲۵        | ۳    | ۰   | ۲        | ۱        | ۰    | ۰    | ۰          | ۰          | ۵     | ۱     |
| مجموع آمار       | مجموع آمار       | مجموع آمار       | ۱۷۹  | ۵۴  | ۱۰       | ۳        | ۵    | ۴    | ۰          | ۰          | ۱۹۴   | ۶۱    |

### ملی
تا تاریخ ۲۳ سپتامبر ۲۰۲۲
| ایران | ایران | ایران    | ایران    |
| سال   | بازی  | کلین شیت | گل خورده |
| ----- | ----- | -------- | -------- |
| ۲۰۱۸  | ۳     | ۲        | ۱        |
| ۲۰۲۰  | ۱     | ۱        | ۰        |
| ۲۰۲۱  | ۲     | ۲        | ۰        |
| ۲۰۲۲  | ۵     | ۳        | ۴        |
| مجموع | ۱۱    | ۸        | ۵        |